# Iphiaulax minos
Iphiaulax minos är en stekelart som beskrevs av Cameron 1904. Iphiaulax minos ingår i släktet Iphiaulax och familjen bracksteklar. Inga underarter finns listade i Catalogue of Life.